# Алпско скијање на Зимским олимпијским играма 2010 — слалом за жене
Такмичење алпског скијања у дисцилини слалом за жене на Зимским олимпијским играма 2010. у Ванкуверу одржано је се на стази у Вислер Криксију, 26. фебруара, 2010.
Такмичење је одржано у лошим условима на стази због густе магле, кише и снега на температури ваздуха и снега од -1 до +1. Прва трка је почела у 10,00, а друга у 13 часова по локалном времену.
Старт трке је био на 985 а циљ на 805 метара, са висинском разликом од 180 метара.
Учествовало је 87 такмичарки из 47 земаља.
Овом победом Немица Марија Риш освојила је другу златну медаљу на Олимпијским играма у Ванкуверу после победе у алпској комбинацији.

## Земљу учеснице
| - Аустрија (4) - Андора (2) - Аргентина (3) - Азербејџан (1) - Белгија (1) - Белорусија (2) - Босна и Херцеговина (2) - Бразил (1) - Бугарска (1) - Чешка (2) - Чиле (1) - Данска (1) | - Естонија (1) - Финска (2) - Француска (4) - Грузија (1) - Грчка (1) - Хрватска (3) - Италија (4) - Иран (1) - Ирска (1) - Исланд (1) - Јерменија (1) - Јужна Кореја (1) | - Канада (4) - Кина (1) - Кипар (1) - Колумбија (1) - Летонија (1) - Либан (2) - Лихтенштајн (1) - Мађарска (2) - Немачка (4) - Норвешка (1) - Перу (1) - Пољска (1) | - Русија (2) - Сједињене Америчке Државе (4) - Словачка (2) - Словенија (4) - Србија (3) - Шведска (4) - Шпанија (1) - Турска} (1) - Уједињено Краљевство (1) - Украјина (2) - Узбекистан (1) |

- У загради се налази број спортиста који се такмиче за ту земљу

## Резултати
| Плас. | Ст. бр. | Име                         | Земља                     | 1. вож.          | Плас.            | 2. вож.          | Плас.            | Укупно           | Заостатак        |
| ----- | ------- | --------------------------- | ------------------------- | ---------------- | ---------------- | ---------------- | ---------------- | ---------------- | ---------------- |
|       | 5       | Марија Риш                  | Немачка                   | 50,75            | 1                | 52,14            | 3                | 1:42,89          | 0,00             |
|       | 7       | Марлис Шилд                 | Аустрија                  | 51,40            | 3                | 51,92            | 1                | 1:43,32          | 0,43             |
|       | 1       | Шарка Захробска             | Чешка                     | 51,15            | 2                | 52,75            | 7}               | 1:43,90          | 1,01             |
| 4     | 9       | Марија Пијетиле Холмнер     | Шведска                   | 51,64            | 5                | 52,58            | 6                | 1:44,22          | 1,33             |
| 5     | 6       | Сандрин Обер                | Француска                 | 51,68            | 7                | 52,78            | 8                | 1:44,46          | 1,57             |
| 6     | 3       | Танја Путиајинен            | Финска                    | 51,67            | 6                | 53,26            | 16               | 1:44,93          | 2,04             |
| 7     | 31      | Елизабет Гергл              | Аустрија                  | 53,01            | 22               | 51,96            | 2                | 1:44,97          | 2,08             |
| 8     | 18      | Никол Ђус                   | Италија                   | 51,71            | 8                | 53,30            | 17               | 1:45,01          | 2,12             |
| 9     | 14      | Тина Мазе                   | Словенија                 | 52,28            | 14               | 52,81            | 9                | 1:45,09          | 2,20             |
| 10    | 29      | Вероника Зузулова           | Словачка                  | 52,11            | 11               | 53,03            | 11               | 1:45,14          | 2,25             |
| 11    | 16      | Мануела Мелг                | Италија                   | 53,09            | 24               | 52,22            | 4                | 1:45,31          | 2,42             |
| 12    | 8       | Ана Јелушић                 | Хрватска                  | 52,37            | 16               | 53,06            | 14               | 1:45,43          | +2,54            |
| 13    | 4       | Катрин Цетел                | Аустрија                  | 52,59            | 18               | 53,00            | 10               | 1:45,59          | 2,70             |
| 14    | 11      | Кристина Гајгер             | Немачка                   | 52,10            | 10               | 53,52            | 19               | 1:45,62          | 2,73             |
| 15    | 15      | Фрида Хансдотер             | Шведска                   | 52,50            | 17               | 53,17            | 15               | 1:45,67          | 2,78             |
| 16    | 26      | Сара Шлепер                 | Сједињене Америчке Државе | 51,83            | 9                | 54,05            | 28               | 1:45,88          | 2,99             |
| 17    | 25      | Брижит Актон                | Канада                    | 52,11            | 11               | 53,82            | 21               | 1:45,93          | 3,04             |
| 18    | 30      | Дениз Карбон                | Италија                   | 53,44            | 27               | 52,50            | 5                | 1:45,94          | 3,05             |
| 19    | 23      | Anna Goodman                | Канада                    | 53.01            | 22               | 53.03            | 11               | 1:46.04          | +3.15            |
| 20    | 37      | Erin Mielzynski             | Канада                    | 52,60            | 19               | 53,49            | 18               | 1:46,09          | 3,20             |
| 21    | 17      | Тересе Боршен               | Шведска                   | 52,97            | 21               | 53,74            | 20               | 1:46,71          | 3,82             |
| 22    | 36      | Марина Ниг                  | Лихтенштајн               | 53,78            | 30               | 53,05            | 13               | 1:46,83          | 3,94             |
| 23    | 24      | Маруша Ферк                 | Словенија                 | 53,20            | 26               | 53,83            | 22               | 1:47,03          | 4,14             |
| 24    | 43      | Јана Гантерова              | Словачка                  | 53,54            | 28               | 53,92            | 26               | 1:47,46          | 4.57             |
| 25    | 27      | Ника Флајс                  | Хрватска                  | 53,68            | 29               | 53.91            | 25               | 1:47,59          | 4,70             |
| 26    | 38      | Anne-Sophie Barthet         | Француска                 | 53,82            | 31               | 54,01            | 27               | 1:47,83          | 4,94             |
| 27    | 39      | Карен Персин                | Белгија                   | 54,09            | 33               | 53,87            | 23               | 1:47,96          | +5,07            |
| 28    | 49      | Јелена Простева             | Русија                    | 54,20            | 34               | 54,14            | 30               | 1:48,34          | +5,45            |
| 29    | 21      | Настасја Ноенс              | Француска                 | 54,49            | 36               | 54,08            | 29               | 1:48,57          | +5,68            |
| 30    | 32      | Хејли Дјук                  | Сједињене Америчке Државе | 54,02            | 32               | 54,67            | 31               | 1:48,69          | +5,80            |
| 31    | 33      | Мари Мишел Гањон            | Канада                    | 55,64            | 42               | 53,87            | 23               | 1:49,51          | +6,62            |
| 32    | 53      | Невена Игњатовић            | Србија                    | 55,27            | 41               | 55,21            | 33               | 1:50,48          | +7,59            |
| 33    | 52      | Љајсан Рајанова             | Русија                    | 55,13            | 40               | 55,69            | 35               | 1:50,82          | +7,93            |
| 34    | 42      | Матеа Ферк                  | Хрватска                  | 54,95            | 39               | 55,98            | 36               | 1:50,93          | +8,04            |
| 35    | 44      | Агњешка Гасјењица-Данијел   | Пољска                    | 57,06            | 46               | 55,13            | 32               | 1:52,19          | +9,30            |
| 36    | 50      | Макарена Симари Бирнкер     | Аргентина                 | 56.84            | 44               | 55.51            | 34               | 1:52.35          | +9.46            |
| 37    | 51      | Богдана Мацоцка             | Украјина                  | 56,46            | 43               | 56,54            | 37               | 1:53,00          | +10,11           |
| 38    | 64      | Марија Шканова              | Белорусија                | 56,92            | 45               | 57,58            | 39               | 1:54,50          | +11,61           |
| 39    | 47      | Софија Новоселић            | Хрватска                  | 58,17            | 48               | 56,74            | 38               | 1:54,91          | 12,02            |
| 40    | 61      | Жана Новаковић              | Босна и Херцеговина       | 58,19            | 49               | 57,76            | 40               | 1:55,95          | 13,06            |
| 41    | 70      | Ноел Бараона                | Чиле                      | 58,74            | 50               | 59,08            | 41               | 1:57,82          | 14,93            |
| 42    | 73      | Тију Нурмберг               | Естонија                  | 58,91            | 52               | 59.08            | 41               | 1:57,99          | 15,10            |
| 43    | 68      | Ширин Нјејм                 | Либан                     | 58,97            | 53               | 59,23            | 43               | 1:58,20          | 15,31            |
| 44    | 65      | Жофиа Деме                  | Мађарска                  | 58,74            | 50               | 59,58            | 44               | 1:58,32          | 15,43            |
| 45    | 72      | Ана Берец                   | Мађарска                  | 59,81            | 60               | 59,82            | 45               | 1:59,63          | 16,74            |
| 46    | 58      | Kim Sun-Joo                 | Јужна Кореја              | 59,70            | 58               | 1:00,33          | 46               | 2:00,03          | 17,14            |
| 47    | 66      | Софија Рали                 | Грчка                     | 59,32            | 55               | 1:01,09          | 48               | 2:00,41          | 17,52            |
| 48    | 77      | Маја Харисон                | Бразил                    | 1:01,18          | 64               | 1:00,49          | 47               | 2:01,67          | 18,78            |
| 49    | 76      | Лиене Фимабауере            | Летонија                  | 1:00,30          | 62               | 1:01,81          | 50               | 2:02,11          | 19,22            |
| 50    | 79      | Нино Циклаури               | Грузија                   | 59,77            | 59               | 1:02,55          | 52               | 2:02,32          | 19,43            |
| 51    | 80      | Синтија Дензлер             | Колумбија                 | 1:01,14          | 63               | 1:01,25          | 49               | 2:02,39          | +19,50           |
| 52    | 78      | Yina Moe-Lange              | Данска                    | 1:02,75          | 66               | 1:01,95          | 51               | 2:04,70          | 21,81            |
| 53    | 86      | Sophia Papamichalopoulou    | Кипар                     | 1:02,47          | 65               | 1:02,71          | 53               | 2:05,18          | 22,29            |
| 54    | 87      | Jacky Chamoun               | Либан                     | 1:09,41          | 69               | 1:08,62          | 54               | 2:18,03          | 35,14            |
| 55    | 85      | Марјан Калхор               | Иран                      | 1:08,65          | 68               | 1:09,95          | 55               | 2:18,60          | 35,71            |
| —     | 40      | Јелена Лоловић              | Србија                    | 1:05,67          | 67               | Није стартовала  | Није стартовала  | Није стартовала  | Није стартовала  |
| —     | 19      | Chiara Costazza             | Италија                   | 53,18            | 25               | Није завршила    | Није завршила    | Није завршила    | Није завршила    |
| —     | 13      | Ања Персон                  | Шведска                   | 52,93            | 20               | Није завршила    | Није завршила    | Није завршила    | Није завршила    |
| —     | 22      | Михаела Киргасер            | Аустрија                  | 52,31            | 15               | Није завршила    | Није завршила    | Није завршила    | Није завршила    |
| —     | 12      | Фани Хмелар                 | Немачка                   | 52,12            | 13               | Није завршила    | Није завршила    | Није завршила    | Није завршила    |
| —     | 2       | Зузане Риш                  | Немачка                   | 51,46            | 4                | Није завршила    | Није завршила    | Није завршила    | Није завршила    |
| —     | 34      | Меган Макџејмс              | Сједињене Америчке Државе | 54,41            | 35               | Није завршила    | Није завршила    | Није завршила    | Није завршила    |
| —     | 35      | Мона Лесет                  | Норвешка                  | 54,53            | 37               | Није завршила    | Није завршила    | Није завршила    | Није завршила    |
| —     | 46      | Миреја Гутијерез            | Андора                    | 54,81            | 38               | Није завршила    | Није завршила    | Није завршила    | Није завршила    |
| —     | 55      | Анастасија Скрјабина        | Украјина                  | 57,53            | 47               | Није завршила    | Није завршила    | Није завршила    | Није завршила    |
| —     | 60      | Марија Белен Симари Биркнер | Аргентина                 | 58,99            | 54               | Није завршила    | Није завршила    | Није завршила    | Није завршила    |
| —     | 56      | Маја Клепић                 | Босна и Херцеговина       | 59,43            | 56               | Није завршила}   | Није завршила}   | Није завршила}   | Није завршила}   |
| —     | 82      | Орнела Ерл Рејес            | Перу                      | 59,61            | 57               | Није завршила    | Није завршила    | Није завршила    | Није завршила    |
| —     | 67      | Лизавета Кузменка           | Белорусија                | 59,97            | 61               | Није завршила    | Није завршила    | Није завршила    | Није завршила    |
| —     | 81      | Xia Lina                    | Кина                      | 1:10,60          | 70               | Није завршила    | Није завршила    | Није завршила    | Није завршила    |
| —     | 10      | Линдси Вон                  | Сједињене Америчке Државе | Није завршила    | Није завршила    | Није завршила    | Није завршила    | Није завршила    | Није завршила    |
| —     | 20      | Сани Леинонен               | Финска                    | Није завршила    | Није завршила    | Није завршила    | Није завршила    | Није завршила    | Није завршила    |
| —     | 28      | Claire Dautherives          | Француска                 | Није завршила    | Није завршила    | Није завршила    | Није завршила    | Није завршила    | Није завршила    |
| —     | 41      | Ана Древ                    | Словенија                 | Није завршила    | Није завршила    | Није завршила    | Није завршила    | Није завршила    | Није завршила    |
| —     | 45      | Petra Zakouřilová           | Чешка                     | Није завршила    | Није завршила    | Није завршила    | Није завршила    | Није завршила    | Није завршила    |
| —     | 48      | Марија Киркова              | Бугарска                  | Није завршила    | Није завршила    | Није завршила    | Није завршила    | Није завршила    | Није завршила    |
| —     | 54      | Шеми Алкот                  | Уједињено Краљевство      | Није завршила    | Није завршила    | Није завршила    | Није завршила    | Није завршила    | Није завршила    |
| —     | 57      | Марија Трмчић               | Србија                    | Није завршила    | Није завршила    | Није завршила    | Није завршила    | Није завршила    | Није завршила    |
| —     | 59      | Андреа Ђарди                | Шпанија                   | Није завршила    | Није завршила    | Није завршила    | Није завршила    | Није завршила    | Није завршила    |
| —     | 62      | Ирис Гудмундсдотир          | Исланд                    | Није завршила    | Није завршила    | Није завршила    | Није завршила    | Није завршила    | Није завршила    |
| —     | 63      | Софи Хуарез                 | Андора                    | Није завршила    | Није завршила    | Није завршила    | Није завршила    | Није завршила    | Није завршила    |
| —     | 71      | Никол Гасталди              | Аргентина                 | Није завршила    | Није завршила    | Није завршила    | Није завршила    | Није завршила    | Није завршила    |
| —     | 74      | Gaia Bassani Antivari       | Азербејџан                | Није завршила    | Није завршила    | Није завршила    | Није завршила    | Није завршила    | Није завршила    |
| —     | 75      | Тугба Дасдемир              | Турска                    | Није завршила    | Није завршила    | Није завршила    | Није завршила    | Није завршила    | Није завршила    |
| —     | 83      | Ксенија Григорева           | Узбекистан                | Није завршила    | Није завршила    | Није завршила    | Није завршила    | Није завршила    | Није завршила    |
| —     | 69      | Kirsten McGarry             | Ирска                     | Дисквалификована | Дисквалификована | Дисквалификована | Дисквалификована | Дисквалификована | Дисквалификована |
| —     | 84      | Ани-Матилда Серебракиан     | Јерменија                 | Дисквалификована | Дисквалификована | Дисквалификована | Дисквалификована | Дисквалификована | Дисквалификована |